# Козара (футбольный клуб)
«Козара» (серб. Фудбалски клуб Козара Градишка, босн. Fudbalski klub Kozara Gradiška) ― футбольный клуб из Боснии и Герцеговины, базируется в городе Градишка в Республике Сербской. Клуб был основан в 1945 году и в настоящее время играет в первой лиге Республики Сербской. Клуб принимает гостей на стадионе «Градский», вмещающем 5 000 зрителей. В сезоне 2002/03 «Козара» дебютировала в боснийской Премьер-лиге, но заняла в турнире 15-е место и вылетела в первую лигу, в которой выступала на протяжении следующих 8-ми лет. Заняв по итогам сезона 2010/11 1-е место в первой лиге Республики Сербской, клуб получил право вернуться в высший дивизион Боснии и Герцеговины после восьмилетнего перерыва, однако занял последнее место и вновь потерял место в Премьер-лиге.

## Достижения
- Победитель Первой лиги Республики Сербской (1): 2010/11
- Обладатель Кубка Республики Сербской (3): 1993/94, 1999/00, 2000/01.

## Сезоны
| Год     | Дивизион     | Место  |
| 2011/12 | Премьер-лига | 16-е ↓ |
| 2010/11 | Первая лига  | 1-е ↑  |
| 2008/09 | Первая лига  | 2-е    |
| 2007/08 | Первая лига  | 3-е    |
| 2006/07 | Первая лига  | 7-е    |
| 2005/06 | Первая лига  | 4-е    |

## Известные игроки и воспитанники
- Александр Врховац
- Винко Маринович
- Милан Сречо
- Борче Средоевич

## Известные тренеры
- Велимир Сомболац
- Винко Маринович
- Борче Средоевич